# Forte de Dongri
O Forte de Dongri, também referido como Forte da Colina de Dongri e Dungarey Fort, localiza-se em Dongri, uma área de Salsete, a norte do centro de Bombaim, no estado de Maharashtra, Índia.

## História
O forte foi erguido pela Companhia das Índias Orientais no século XVII após a expulsão dos nativos de Koli da ilha. O templo Mumbadevi do Dongri Kolis eventualmente emprestou o seu nome à cidade.
A colina onde se erguia foi arrasada por forças britânicas em 1769 e, em seu lugar, foi erguido o "Fort George", posteriormente também demolido (1862).
Os vestígios do forte encontram-se atualmente em precárias condições de conservação e estão classificados pelo Archaeological Survey of India como em perigo.